# Città di Acireale 1946
La S.S.D. Città di Acireale 1946 S.r.l., meglio nota come Acireale, è una società calcistica italiana con sede nella città di Acireale. Milita in Serie D, quarta serie del campionato italiano. Dal 1993 disputa le proprie gare interne allo stadio Aci e Galatea.
Fondata inizialmente nel 1929, con il nome di Società Sportiva Acireale, giunge sino alla Prima Divisione (odierna Serie C), prima di sciogliersi definitivamente nel 1933.
Risorta nel 1946, è denominata Associazione Sportiva Acireale. Successivamente, nella seconda metà degli anni sessanta fino al 1972, mantiene il nome di “Acquapozzillo”.
Il colore sociale del club è il granata.
Tra la fine degli anni '80 e gli inizi degli anni '90, i granata iniziano la scalata verso i tornei professionistici, partendo dal Campionato Interregionale fino a conquistare la promozione in Serie B. I suoi migliori risultati sono infatti il salto di categoria e la permanenza in seconda divisione, nel biennio 1993-1995; attualmente si trova al 108º posto della classifica perpetua cadetta.
L'Acireale vanta anche molte partecipazioni in campionati di Serie C, più precisamente 22 campionati tra Serie C e Serie C1 e 6 campionati di Serie C2.
L'8 luglio 2006 venne radiato dai professionisti per la prima volta nella sua storia. Dichiarato fallito e rifondato come S.S.D. Acireale Calcio 1946, ha poi partecipato al campionato di Promozione Sicilia 2006-2007, a causa della mancata iscrizione alla Serie C2 di quello stesso anno. Dopo alcuni anni trascorsi fra Eccellenza e Serie D, la squadra si ritirò dalle scene calcistiche nel pieno svolgimento del torneo di Eccellenza Sicilia 2013-2014. Nell'estate del 2014 la società rinacque con l'odierna denominazione, acquisendo anche lo storico logo dell'Acireale. L'ultima delle rinascite, in ordine cronologico, deriva dal cambio di nome a A.S.D F.C Acireale (fondata a sua volta nell'estate del 2013, trasferendo nella città acese il titolo sportivo dell'Aci Sant'Antonio). Nel 2018 diventa A.S.D. Città di Acireale 1946.
A fine stagione 2021-2022 cambia di nuovo denominazione e diventa S.S.D. Città di Acireale 1946 a R.L.

## Storia

### S.S. Acireale Calcio
La Società Sportiva Acireale Calcio fu fondata nel 1929, dall'unione di diverse società sportive presenti nel comune.
L'esordio in campo avvenne l'anno successivo, nell'allora nuovo Stadio comunale.
L'Acireale incominciò dalla Terza Divisione siciliana; al termine del campionato venne ammesso nella categoria superiore, a completamento organici.
Nella stagione 1931-1932, nel girone siciliano, l'Acireale riuscì a conquistare un secondo posto alle spalle della Juventus Trapani, che gli valse la promozione in Prima Divisione (odierno terzo livello della piramide calcistica italiana).
Nell'annata successiva, il torneo vide il sodalizio invischiato nella lotta salvezza e, per questa ragione, i vertici societari optarono per un cambio di guida tecnica della squadra. Con un nuovo allenatore i granata si resero protagonisti di un'inaspettata rimonta, collezionando una serie di risultati positivi che permisero di salvare la squadra.
All'inizio dell'anno 1933 andò di scena, per la prima volta nella storia del calcio acese, il derby provinciale con il Catania: l'8 gennaio l'Acireale affrontò i catanesi, ma la partita si concluse a sfavore, per 3-2.
Nell'estate a venire, a causa della morte del presidente Cav. Peppino Puglisi, il club conobbe il suo primo scioglimento.

### Dal dopoguerra agli anni ottanta
L'Associazione Sportiva Acireale venne fondata l'11 giugno 1946 sulle ceneri dell'antico progetto della Società Sportiva Acireale Calcio.
La prima formazione della stagione 1946-1947 fu: Core, Maccarrone, Cantarella, Dereani, Barattucci, Conti, Signorelli, Raciti, Grasso, Creziato, Cusumano. Allenatore è l'ex-giocatore della Juventus e suo futuro osservatore Luigi Bertolini.
Il primo traguardo di un certo rilievo, dopo la quarta serie conquistata nell'annata 1957-1958, fu la promozione in Serie C ottenuta nella stagione 1968-1969, categoria nella quale l'Acireale aveva già militato nell'immediato dopoguerra.
L'Acireale ritornò in Serie D nella stagione 1975-1976 e successivamente partecipò a varie edizioni del Campionato Interregionale, istituito dalla stagione 1981-1982.
Nella seconda metà degli anni ottanta si ebbe una nuova rinascita: una serie di promozioni portarono la squadra dai campionati minori alla storica partecipazione in Serie B.

### Gli anni novanta

L'Acireale 1992-93

Il raggiungimento della seconda divisione nazionale è il massimo risultato ottenuto dalla società granata e avvenne per la revoca del salto di categoria del Perugia, di Luciano Gaucci, che prima, nella stagione regolare, aveva battuto l'Acireale nello spareggio promozione a Foggia per il secondo posto, a causa di un illecito sportivo con la presunta corruzione dell'arbitro Senzacqua di Fermo, prima dell'incontro Siracusa-Perugia, nella Serie C1 1992-1993.
L'Acireale militò in Serie B per due stagioni consecutive (1993-1994 e 1994-1995), incontrando squadre di valore come Atalanta, Fiorentina e Verona e giocando, per la prima volta in assoluto tra i cadetti, un derby siciliano, disputato 4 volte con il Palermo e vinto in due casi. In occasione dell'esordio nella serie cadetta si inaugurò il nuovo Stadio Aci e Galatea (allora denominato Tupparello), che sostituì il vecchio Comunale inidoneo per la disputa delle partite di Serie B. Nel primo campionato ottenne la permanenza dopo aver battuto il Pisa ai tiri di rigore nello spareggio salvezza, disputato nel campo neutro dello Stadio Arechi di Salerno, davanti a circa 6.000 tifosi acesi; nella seconda stagione, invece, retrocesse per un solo punto (classifica finale).
La retrocessione determinò per la società acese un periodo di forte crisi e dopo quattro anni di Serie C1 retrocedette in Serie C2, nell'anno in cui venne acquistata dall'imprenditore catanese Antonino Pulvirenti che ne evitò la cancellazione dal panorama professionistico.

### Gli anni duemila e il fallimento
Dopo quattro stagioni in C2 l'Acireale fu di nuovo promossa in Serie C1 nel 2002-2003 e sfiorò il ritorno in Serie B partecipando ai play-off nella stagione seguente, venendo eliminata in semifinale dalla Viterbese.
L'anno successivo Pulvirenti, dopo aver assunto la proprietà del Catania, cedette la società. L'Acireale, per le due stagioni seguenti, si trovò ad affrontare problemi finanziari che culminarono, nel maggio del 2006, con la retrocessione in Serie C2 ai play-out disputati contro la Juve Stabia e, il successivo 8 luglio, con la mancata iscrizione al campionato di competenza. La situazione di quell'estate travagliata sembrò più volte in procinto di trovare una soluzione, che permettesse il mantenimento almeno della categoria, con un progetto presentato da alcuni imprenditori. Tuttavia, essi ritirarono la propria disponibilità in prossimità della scadenza dei termini per l'iscrizione, decretando così il fallimento dell'Acireale.
Cancellata la società originaria, l'imprenditore locale Santo Massimino avviò nella stessa estate un nuovo progetto calcistico denominandolo «Società Sportiva Dilettantistica Acireale Calcio». La nuova società venne ammessa dal comitato regionale della Lega Nazionale Dilettanti al campionato di Promozione (settima divisione della piramide calcistica italiana), nel girone C. Nella stagione tra le regionali conquistò la promozione in Eccellenza per la stagione 2007-2008, mentre nell'annata successiva si è classificata quarta e ha perso i playoff contro il Palazzolo.
L'8 luglio 2008 è stato ufficializzato il cambio di proprietà, il nuovo patron è Ralf Schwarz, proprietario del gruppo Softecno, il presidente è Rosario Pennisi.
L'allenatore di inizio stagione è stato Mauro Zampollini, sostituito a metà campionato da Santino Bellinvia. La stagione 2009-2010 vede il ritorno in società del Direttore Mario Marino, già presente nell'era Pulvirenti dove si sfiorò la Serie B ai play off. La squadra e i quadri tecnici vengono quindi riassettati, con alla guida della squadra Carlo Breve.
Alla tredicesima giornata di ritorno del campionato di Eccellenza girone B, l'Acireale batte il Vittoria per 2-1 davanti a oltre 5.000 spettatori, e in virtù dei 7 punti di vantaggio dalle inseguitrici, conquista la promozione in Serie D con 2 giornate d'anticipo, col record di 76 punti nel girone B dell'Eccellenza Siciliana, un record (74 punti) che apparteneva al Paternò.

### Gli anni duemiladieci
A gennaio, dopo l'ennesima sconfitta casalinga contro il Cittanova, la dirigenza decide di sostituire l'allenatore Carlo Breve con Piero Infantino, già giocatore della squadra granata negli anni antecedenti alla Serie B.
Per la stagione 2011-2012, con i granata impegnati ancora una volta nel campionato di Serie D, il nuovo allenatore è Massimo Gardano. Il 13 febbraio 2012, Mario Marino si dimette dall'incarico di direttore generale. Termina il campionato al 14º posto e andando a disputare i play out contro il Marsala, ma la squadra granata si salva in virtù del miglior piazzamento in classifica (0-0 il risultato di entrambi gli incontri).
L'anno dopo i granata arrivarono diciassettesimi in Serie D retrocedendo in Eccellenza, successivamente, nella stagione di Eccellenza Sicilia 2013-2014, la società fortemente in difficoltà finanziarie viene radiata dopo 23 giornate disputate nel girone B.
Nell'estate 2014, la storia dell'Acireale prosegue grazie all'A.S.D. Football Club Acireale che cambia nome in A.S.D. Acireale e si appropria del logo della storica squadra acese, ripartendo dall'Eccellenza Sicilia 2014-2015. Il presidente, questa volta, è l'imprenditore locale Nicola D'Amico.
Nel corso dell'annata 2015-2016 l'A.S.D. Acireale, prima sotto la guida tecnica di Ezio Raciti e poi di Giuseppe Anastasi, termina la stagione regolare al 5º posto, qualificandosi per i play-off valevoli per la promozione in Serie D. Nel primo turno affronta in trasferta i peloritani del Rocca di Caprileone, che batte ai tempi supplementari per 2-1. Nella finale regionale dei play-off i granata affrontano la Sicula Leonzio, venendo sconfitti per 1-0. Molto concitato il finale di gara, durante il quale viene anche annullato un gol alla compagine granata.
Durante la stagione l'Acireale arriva anche alla Finale della Coppa Italia Dilettanti, disputata al Comunale di Marsala il 21 gennaio 2016, dove perde contro il Mazara per 3-1.
Nel campionato di Eccellenza 2016-2017, l'Acireale sembra dominare il girone B, ma alla fine per un solo punto di differenza arriva secondo perdendo l'occasione della promozione diretta in Serie D. Ai play off regionali elimina il Milazzo per 3-1 e poi la Catania San Pio X con un pareggio 1-1, che grazie alla miglior posizione in classifica è sufficiente a superare il turno. L'Acireale così vola alla fase nazionale dei play off ma in semi-finale il sogno di salire di categoria si infrange in quanto la squadra granata perde in casa per 1-2 con la Team Altamura e in terra pugliese il risultato finisce in parità, 0-0. A fine campionato dopo aver presentato regolare domanda di ripescaggio, l'Acireale viene ripescata in Serie D a completamento organici, venendo collocata nel girone I della Serie D 2017-2018 e terminando il campionato all'8º posto.
Nella stagione successiva i granata, sempre nel girone I della Serie D 2018-2019, iniziano con il nuovo allenatore Carlo Breve, partendo bene con 10 punti nelle prime cinque giornate, il tecnico però viene esonerato all'undicesima giornata dopo aver ottenuto cinque sconfitte consecutive; si riparte da mister Pippetto Romano, sotto la sua guida la squadra disputa un ottimo girone di ritorno, con 25 punti e cinque vittorie consecutive, chiudendo infine la stagione al sesto posto.

### Gli anni duemilaventi
Inizia una nuova era per l'Acireale che nella nuova stagione di Serie D cambia tutto puntando sulla programmazione prendendo un nuovo allenatore ambizioso come Pagana e portando alla sua corte diversi calciatori ex Troina e Siracusa.
La stagione inizia nel migliore dei modi, con 6 vittorie su 6 partite, che vede l'Acireale primo insieme al Palermo, poi a causa di problemi pregressi, l'Acireale subisce 4 punti di penalizzazione. Da ricordare la vittoria maturata l'8 dicembre al Barbera contro il Palermo per 3-1. Il girone di ritorno parte bene con un Acireale che naviga nella zona play off; senza le penalizzazioni i granata avrebbero occupato la terza posizione in classifica ma, a causa dei punti persi, concludono il campionato al settimo posto del girone I della Serie D 2019-2020, con nove punti di penalizzazione e otto giornate ancora da disputare; la classifica è stata cristallizzata a seguito della decisione intrapresa dalla Lega Nazionale Dilettanti di interrompere tutti i campionati di calcio dilettantistici a causa della pandemia da COVID-19.
La stagione 2020-2021 dell'Acireale in Serie D parte con obiettivi di vertice, ma il campionato viene poi concluso al 5º posto nel girone I, perdendo anche la semifinale dei play-off contro l'F.C. Messina. Nella stagione 2021-2022 dell'Acireale in Serie D parte con l'obiettivo di fare un ottimo campionato, stando per gran parte del campionato in lotta per la promozione. La squadra cala nella parte finale del campionato, chiudendo al terzo posto e perdendo la finale dei play-off contro la Cavese. La stagione 2022-2023 dell'Acireale in Serie D si è conclusa col mantenimento della categoria, grazie alla salvezza raggiunta all'ultima giornata del campionato. La stagione 2023-2024 dell'Acireale in Serie D si è conclusa al 5º posto nel girone I, perdendo la semifinale dei play-off contro il Siracusa. La stagione 2024-2025 dell'Acireale in Serie D si è conclusa al 13° posto nel girone I, salvando la categoria per l'ottava stagione consecutiva al termine del play out contro il Sant'Agata.

## Colori e simboli

### Colori

L'Acireale 1972-73, in Serie C, indossava una particolare divisa caratterizzata dalla presenza imponente dello stemma sociale

Il colore sociale dell'Acireale è, fin dalla fondazione, il granata, che spesso viene accompagnato o accostato al bianco, soprattutto nelle seconde maglie.
Nella stagione 2020-2021, l'Acireale, per la prima volta nella sua storia, adotta divise di gioco con cognomi e numeri fissi per i propri calciatori, esattamente come accade nei campionati professionistici da anni.

### Simboli ufficiali

#### Stemma
Il tradizionale stemma dell'Acireale è stato sempre caratterizzato, nelle sue principali evoluzioni nel corso degli anni, dalla presenza di un logo circolare con all'interno la lettera "A". La versione utilizzata dall'A.S. Acireale, fino al fallimento societario del 2006, stemma che è stato ripreso nel 2024, è uno scudetto circolare con all'interno la lettera maiuscola "A" su sfondo bianco, caratterizzato dalla presenza di una banda trasversale color granata.
Il 23 giugno 2020 è stato annunciato il nuovo logo societario, in cui non è più presente il cerchio e compare unicamente una grande lettera "A" di colore granata, composta a sua volta dalle lettere "A", "C" e "I". Il logo viene utilizzato dal 2020 al 2024.

Storico stemma dell'A.S. Acireale, utilizzato dal 1946 al 2006, riutilizzato dal 2024
Stemma utilizzato dal 2014 al 2018
Stemma adottato dal 2018 al 2020
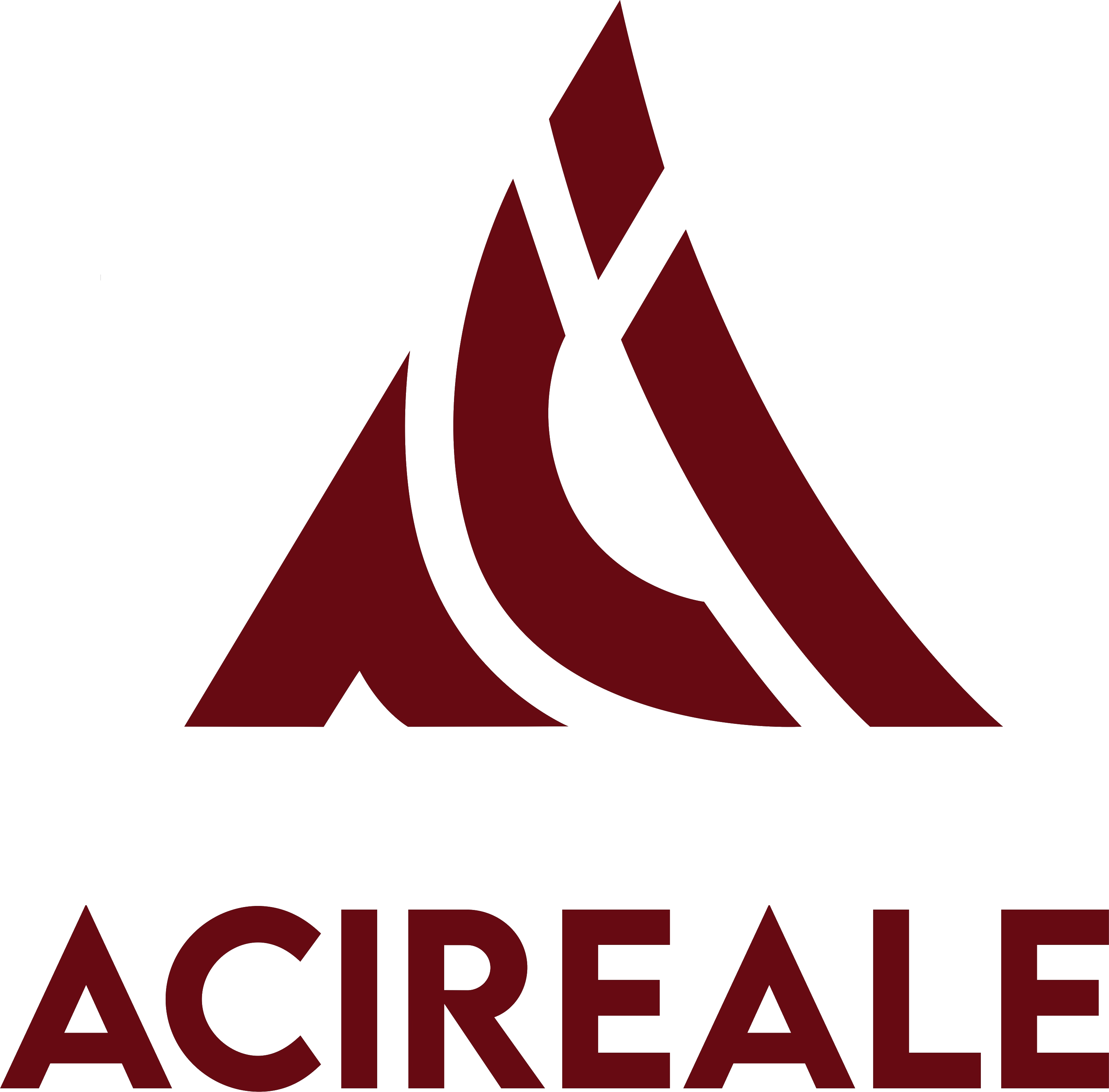
Stemma utilizzato dal 2020 al 2024

## Strutture

### Stadio
L'Acireale disputa le sue partite interne allo Stadio Aci e Galatea (già Tupparello), che dal 1993, anno della promozione in Serie B, sostituisce il vecchio Stadio comunale di viale Regina Margherita, nel centro storico di Acireale.

### Centro di allenamento
Gli allenamenti dei granata si tengono a Viagrande, su un campo sportivo in erba sintetica di ultima generazione.

## Società

### Organigramma societario
Di seguito la cronologia parziale dell'area amministrativa:
- Proprietà: Giovanni Di Mauro
- Amministratore unico: Graziano Strano
- Direttore generale: Alessandro Ragonesi
- Responsabile area tecnica: Giuseppe Cammarata
- Direttore sportivo: Stefano Maiorano
- Responsabile medical center: Tony Di Mauro
- Responsabile area legale: Avv. Kiko Merlino
- Direzione Marketing: Grazia Vinci
- Direzione Commerciale : Luccio Di Grazia
- Responsabile Store e Biglietteria: Grazia Vinci
- Responsabile area comunicazione: Marzia Bosco
- Assistente alla comunicazione: Marco Cavallaro
- Addetto stampa: Salvo Re
- Social media manager: Angelo Pulvirenti
- Fotografo ufficiale: Davide De Maida
- Consigliere delegato: Alessandro Trovato
- Responsabili stadio: Rosario Scavo, Giovanni Trovato
- Cappellano: Padre Arturo Grasso

### Sponsor
Di seguito la cronologia parziale dei fornitori tecnici e degli sponsor ufficiali:
| Cronologia degli sponsor tecnici - fino al 1993 ... - 1993-1995 Pienne - 1995-1997 ... - 1997-1998 Devis - 1998-2004 Legea - 2004-2006 Legea - 2013-2019 Joma - 2019-2022 Givova - 2022- Macron | Cronologia degli sponsor ufficiali - fino al 1993 ... - 1993-1995 Dacca - 1995-1997 ... - 1997-1998 Lo.Ma - 1998-2006 SP Energia Siciliana - 2013-2017 ... - 2018-2019 Noi Siamo Acireale, Dental Clinic (f.lli Toscano). - 2019-2020 SuperConveniente (Gruppo Arena), Yith (Nando Pappalardo), Dental Clinic (f.lli Toscano). - 2020-2021 Yith (Nando Pappalardo), SuperConveniente (Gruppo Arena). - 2021- Villa Athena, Sicilgrassi, Laviko, Doppelgänger Acireale, RL Impianti. - 2022- Tocal Srl, RL Impianti, Sicilgrassi. - 2023- Sicilgrassi, Al.Mar, Tocal Srl, HOSH Charming, ZURICH . - 2024- GF Costruzioni srl, Il Tino, F.LLI AIELLO,RI.CO.SRL, AGORAA, Cospin Srl. |

### Settore giovanile
La cantera granata, diretta da Giuseppe Gulisano, è composta da tre squadre: Juniores (under 19), Allievi (Under 17), e Giovanissimi (Under 15).

## Allenatori e presidenti
Tra gli allenatori dell'Acireale si ricordano Jòzsef Bànàs, Franco Scoglio, che guidò i granata nelle stagioni 1975-1976 e 1976-1977, e Giuseppe Papadopulo sotto la cui guida tecnica la squadra raggiunse la Serie B; sulla panchina dell'Acireale, nel corso degli anni, si sono alternati anche Antonello Cuccureddu, Enrico Catuzzi e Walter Mazzarri.
- 1946-1947  Luigi Bertolini
- 1947-1948  Armando Creziato (allenatore-giocatore)
- 1948-1949  Armando Creziato (ago.-12 dic.)
 Federico Munerati (dic.-lug.)
- 1949-1950  Guido Mazzetti
- 1950-1951  Doneaux Usbek (ago.-25 mag.)
 Armando Creziato (mag.)
- 1951-1952  Renato Bodini
- 1952-1953  Armando Creziato
- 1953-1955  Giancarlo Castelli (allenatore-giocatore)
- 1955-1956  Nicolò Nicolosi
- 1956-1958  József Bánás
- 1958-1959  József Bánás (ago.-29 mar.)
 Marin Faliero Penzo (allenatore-giocatore) (mar.-mag.)
- 1959-1960  Mario Villini
- 1960-1961  József Bánás
- 1961-1962  Augusto Vaccari
- 1962-1963  Carlo Maluta
 Augusto Vaccari
- 1963-1964  Augusto Vaccari
- 1964-1965  Augusto Vaccari
 Dino Bovoli
- 1965-1967  Dino Bovoli
- 1967-1968  Vincenzo Marsico
- 1968-1969  Pasquale Morisco
- 1969-1970  Vasco Lenzi
 Ennio Succi
 Matteo Simeon (allenatore/giocatore)
- 1970-1971  Pasquale Morisco
- 1971-1972  Francesco Lamberti
 Dino Bovoli
- 1972-1975  Dino Bovoli
- 1975-1976  Dino Bovoli
 Franco Scoglio
- 1976-1977  Franco Scoglio
 Pasquale Morisco
- 1977-1978  Emilio Zanotti
 Agatino Comis
 Mario Cantarelli (allenatore/giocatore)
- 1978-1979  Aurelio Bongiovanni
 Giancarlo Rodolfi
- 1979-1980  Giancarlo Rodolfi
 Francesco Gagliardi
 Antonino Aglieri
- 1980-1981  Francesco Viviani
- 1981-1982  Gianni Gennari
 Audino Arabia
 Paolo Barbagallo
 Serbio Asara e  Domenico Ventura (allenatore-giocatore)
- 1982-1983  Angelo Busetta
- 1983-1984  Paolo Lombardo
- 1984-1985  Luigi Bodi
 Salvatore Barbagallo
- 1985-1986  Gianni Gennari
- 1986-1987  Gianni Gennari
 Rosario Foti
- 1987-1992  Angelo Busetta
- 1992-1994  Giuseppe Papadopulo
- 1994-1995  Fausto Silipo
- 1995-1997  Rosario Foti
- 1997-1998  Antonello Cuccureddu
- 1998-1999  Giuseppe Strano
 Mario Possamai
 Enrico Catuzzi
 Santino Nuccio
- 1999-2000  Rosario Foti
- 2000-2001  Rosario Foti
 Corrado Vaccaro
 Fortunato Torrisi
- 2001-2002  Fortunato Torrisi
 Walter Mazzarri
- 2002-2003  Roberto Chiancone
 Maurizio Costantini
- 2003-2004  Maurizio Costantini
- 2004-2005  Orazio Sorbello
 Guido Ugolotti
- 2005-2006  Guido Ugolotti
- 2006-2007  Titti Petralia
 Santo Giuffrida
 Salvo Pennisi
- 2007-2008  Lucio Tosto
 Riccardo Chico
- 2008-2009  Mauro Zampollini
 Santino Bellinvia
- 2009-2010  Carlo Breve
- 2010-2011  Carlo Breve
 Piero Infantino
- 2011-2012  Massimo Gardano
- 2012-2013  Massimo Gardano (1ª-3ª)
 Salvatore Marra (4ª-34ª)
- 2013-2014  Antonio Germano
 Gianfranco Criniti (allenatore-giocatore)
- 2014-2015  Salvo Ricca
- 2015-2016  Ezio Raciti (1ª-24ª)
 Giuseppe Anastasi (25ª-30ª)
- 2016-2017  Giuseppe Anastasi (1ª-29ª)
 Gaetano Catalano (30ª e play-off)
- 2017-2018  Gaetano Catalano (1ª-4ª)
 Piero Infantino (5ª-34ª)
- 2018-2019  Carlo Breve (1ª-11ª)
 Giuseppe Romano (12ª-34ª)
- 2019-2020  Giuseppe Pagana
- 2020-2021  Giuseppe Pagana (1ª-19ª)
 Fabio De Sanzo (20ª-34ª e play-off)
- 2021-2022  Fabio De Sanzo
- 2022-2023  Giovanni Marchese (1ª-3ª) 
 Massimo Costantino (4ª-17ª)
 Giovanni Ignoffo (18ª-34ª)
- 2023-2024  Fabio De Sanzo (1ª-11ª) 
 Salvatore Marra (12ª-34ª)
- 2024-2025  Massimo Epifani (1ª-14ª)
 Mauro Chianese (15ª-34ª)
- 2025-2026  Marco Coppa

- 1946-1947  Giuseppe Leonardi
- 1947-1948  Sebastiano Fichera
- 1948-1949  Mariano Maugeri
- 1949-1950  Giovanni Messina
- 1950-1952  Sebastiano Fichera[24]
- 1952-1953  Arturo Michisanti
 Lionello Chiodi
- 1953-1956  Orazio Pennisi
- 1956-1957  Gaetano Grasso Romeo
- 1957-1962  Salvatore Bonanno
- 1962-1967  Giuseppe Aleppo
- 1967-1970  Nicola Grassi Bertazzi
- 1970-1972  Francesco Gravina
- 1972-1977  Giuseppe Vecchio
- 1977-1985  Gaetano Grasso Romeo
- 1985-1986  Rosario Monaco
- 1986-1990  Giuseppe Aleppo
- 1990-1995  Enrico Barbagallo[25]
- 1995-1996  Umberto Ragonesi
- 1996-1998  Antonino Blanco
- 1998-2004  Antonino Pulvirenti
- 2004-2006  Salvatore Di Grazia
- 2006  Giuseppe Mauro
- 2006-2007  Santo Massimino
- 2007-2008  Sebastiano Massimino
- 2008-2012  Rosario Pennisi
- 2012-2013  Rosario Pennisi[26]
 Salvatore Palella
- 2013-2014  Alessandro De Rosa
- 2014-2017  Nicola D'Amico
- 2017-2018  Rino Pulvirenti
 Vincenzo Drago
 Gianluca Cannavò
- 2018-2023  Sebastiano Grasso
- 2023-  Giovanni Di Mauro

(Amm. unico: Graziano Strano)

## Calciatori
Orazio Sorbello fu capitano dell'Acireale ai tempi della promozione in Serie B nel 1993. Altri giocatori che hanno militato nell'Acireale e che hanno raggiunto la massima serie sono Davide Bombardini, Costanzo Celestini, Palmiro Di Dio, Arturo Di Napoli, Dino Fava Passaro, Stefano Garzon, Gaël Genevier, Walter Mazzarri, Paolo Orlandoni, Nicola Pavarini, Ciro Polito, Stefano Razzetti, Orazio Russo, Alessandro Toti, Giacomo Modica, Francesco Millesi, Giordano Bellei, Maurizio Anastasi, Gaetano Vasari, Sergio Bernardo Almirón, Francesco Lodi,   
Alex Cordaz.

## Palmarès

### Competizioni nazionali
- Serie D:   1

1968-1969 (girone I)
- Campionato Interregionale:   1

1988-1989 (girone N)

### Competizioni regionali
- Eccellenza:   1

2009-2010 (girone B)
- Promozione:   1

2006-2007 (girone C)
- Campionato Dilettanti:   1

1957-1958

### Altri piazzamenti
- Serie C1:

secondo posto: 1992-1993 (girone B)
- Serie C2:

secondo posto: 1990-1991 (girone D)
terzo posto: 1999-2000 (girone C)
- Serie C2:

quinto posto e vince i play off: 2002-2003(girone C)
- Serie D:

secondo posto: 1961-1962 (girone F), 1967-1968 (girone I)
terzo posto: 1960-1961 (girone F), 192-1963 (girone F) , 2021-2022 (girone I)
- Eccellenza:

secondo posto: 2008-2009 (girone B), 2016-2017 (girone B)
- Campionato Interregionale:

secondo posto: 1982-1983 (girone M), 1987-1988 (girone M)
terzo posto: 1985-1986 (girone M)
- Promozione:

1951-1952 (girone O), 1954-1955
- Coppa Italia Serie C:

Semifinalista: 1995-1996, 2004-2005
- Coppa Italia Dilettanti Sicilia:

finalista: 2009-2010, 2015-2016
semifinalista: 2008-2009
- Trofeo Jacinto:

Finalista: 1988-1989

## Statistiche e record

### Partecipazione ai campionati
Campionati nazionali
In 67 stagioni sportive a partire dall'esordio a livello nazionale in Serie C nel 1946:
| Livello | Categoria                 | Partecipazioni | Debutto   | Ultima stagione | Totale |
| ------- | ------------------------- | -------------- | --------- | --------------- | ------ |
| 2º      | Serie B                   | 2              | 1993-1994 | 1994-1995       | 2      |
| 3º      | Serie C                   | 13             | 1946-1947 | 1975-1976       | 22     |
| 3º      | Serie C1                  | 9              | 1991-1992 | 2005-2006       | 22     |
| 4º      | Serie C2                  | 6              | 1989-1990 | 2002-2003       | 30     |
| 4º      | Promozione                | 1              | 1951-1952 | 1951-1952       | 30     |
| 4º      | IV Serie                  | 1              | 1952-1953 | 1952-1953       | 30     |
| 4º      | Campionato Interregionale | 1              | 1958-1959 | 1958-1959       | 30     |
| 4º      | Serie D                   | 20             | 1959-1960 | 2025-2026       | 30     |
| 5º      | Serie D                   | 6              | 1978-1979 | 2012-2013       | 14     |
| 5º      | Campionato Interregionale | 8              | 1981-1982 | 1988-1989       | 14     |

Campionati regionali
In 13 stagioni sportive a partire dall'esordio a livello regionale in Promozione nel 1953:
| Livello | Categoria             | Partecipazioni | Debutto   | Ultima stagione | Totale |
| ------- | --------------------- | -------------- | --------- | --------------- | ------ |
| I       | Promozione            | 4              | 1953-1954 | 1956-1957       | 12     |
| I       | Campionato Dilettanti | 1              | 1957-1958 | 1957-1958       | 12     |
| I       | Eccellenza            | 7              | 2007-2008 | 2016-2017       | 12     |
| II      | Promozione            | 1              | 2006-2007 | 2006-2007       | 1      |

In 80 stagioni sportive, a partire dall'inserimento nei campionati FIGC nel 1946, l'Acireale ha preso parte a 67 campionati nazionali, tra cui anche 5 partecipazioni alla Coppa Italia maggiore e a 19 partecipazioni alla Coppa Italia di Serie C, inoltre ha preso parte a 13 campionati regionali. Negli anni precedenti aveva preso parte anche a un altro campionato regionale e ad altri due nazionali. In seguito al primo scioglimento, avvenuto nel 1933, la società è stata poi inattiva per 13 anni.

### Statistiche individuali
Dati aggiornati all'11 marzo 2024.
| Record di presenze - 381+ Giuseppe Bonanno - 271 Roberto Manini - 193 Giuseppe Savanarola - 189+ Elio Migliaccio - 184 Andrea Suriano - 177+ Vladimiro Caramel | Record di reti - 47 Giuseppe Savanarola - 42 Giuseppe Russo - 41 Paolo Moncado - 34 Santino Nuccio - 33+ Orazio Russo - 32 Orazio Sorbello |

N.B.: nel conteggio sono compresi i campionati (stagione regolare, play-off, play-out e finali) e le coppe nazionali.

## Tifoseria

### Storia
La tifoseria acese è composta da tre diversi settori di tifo, il più rappresentativo è la curva sud dove trovano sistemazione tre gruppi ultras, fra i quali: Passione e Mentalità, costituito il 23 marzo 2003, Rione San Giovanni 2007 e il gruppo #1208.
La curva nord ad oggi ospita i gruppi: Seguaci Granata 2009 i Boys 2013 e Bronx sez 2020, mentre fino al 2012 nella curva nord c'era il gruppo Vecchio Cuore Granata, nato nel 1993 e poi scioltosi.
Il settore centrale che si trova in tribuna e viene occupato dal gruppo: Brigata Anonima 2013. Un altro gruppo portante della tifoseria acese erano i Viking 99, con sede nella vicina Aci Catena, scioltosi però nel 2009 dopo dieci anni di attività. Infine il gruppo più storico e più importante della tifoseria acese era Fossa dei Leoni 88, con ben un migliaio di membri era il gruppo portante della curva sud, scioltosi però nel 2009, dopo venti anni di attività.

### Gemellaggi e rivalità
La tifoseria dell'Acireale è da più di trent'anni gemellata con quella campana del Savoia. Altre amicizie sussistono con i tifosi del Potenza, della Reggina, del Benevento, del Castrovillari, del Monopoli, del Vittoria, della Sancataldese, del Modica, del Caltagirone, della Paganese, dell'Ostuni, dell'Ebolitana e del Milazzo.
Le rivalità più sentite sono quelle con il Catania, il Messina, il Palermo, la Nocerina, la Turris, il Siracusa, il Catanzaro, il Perugia, la Juve Stabia, la Leonzio, la Battipagliese, il Gela il Marsala; con l'Igea Virtus, il Brescia, la Nissa, il Ragusa, il Pisa, il Brindisi, l'Atletico Catania, l'Avellino, il Portici, il Trapani, il Mazara, la Casertana, la Cavese, la Salernitana.